# 上古汉语音系
学者们长久以来都试图从文献证据中构拟上古汉语的音系。上古汉语自约公元前1200年开始有书面形式，不过汉字更多为字义服务，字音的证据更多是间接、不完全的。《诗经》是最古老的韵文总集，展示了一些当时押韵的字。一般使用的方法是，将这些共时证据与《切韵》（601）等韵书记录的中古汉语进行历时比较，不过这并不利于音位分析。补充证据有其他汉藏语系语言的同源词和闽语读音、外语地名的早期音译、临近的苗瑶语系、台语支和吐火罗语族的早期借词等。
虽然许多细节仍有大量争议，绝大多数较新拟音在核心问题上达成了某些一致。人们一般同意上古汉语的调音部位比中古汉语少、拥有清响音、存在唇化软腭音和唇-喉声母、韵尾辅音由多变少。较新拟音也假定音节尾复辅音，在中古汉语发展为声调。

## 音节结构
虽然许多细节仍有大量争议，较新的拟音方案已在许多核心问题上取得一致。:x例如，李方桂和白一平的上古汉语声母如下，白一平多出来的在括号中：:237:46:188–215
|               |      | 唇音 | 齿音 | 齿音 | 硬颚音 | 软腭音 | 软腭音 | 喉音 | 喉音 |
| 普通          | 咝音 | 唇音 | 普通 | 唇化 | 硬颚音 | 普通   | 唇化   |      |      |
| ------------- | ---- | ---- | ---- | ---- | ------ | ------ | ------ | ---- | ---- |
| 塞音或 塞擦音 | 清   | *p   | *t   | *ts  |        | *k     | *kʷ    | *ʔ   | *ʔʷ  |
| 塞音或 塞擦音 | 送气 | *pʰ  | *tʰ  | *tsʰ |        | *kʰ    | *kʷʰ   |      |      |
| 塞音或 塞擦音 | 浊   | *b   | *d   | *dz  |        | *ɡ     | *ɡʷ    |      |      |
| 鼻音          | 清   | *m̥   | *n̥   |      |        | *ŋ̊     | *ŋ̊ʷ    |      |      |
| 鼻音          | 浊   | *m   | *n   |      |        | *ŋ     | *ŋʷ    |      |      |
| 边音          | 清   |      | *l̥   |      |        |        |        |      |      |
| 边音          | 浊   |      | *l   |      |        |        |        |      |      |
| 擦音或 近音   | 清   |      | (*r̥) | *s   | (*j̊)   |        |        | *h   | *hʷ  |
| 擦音或 近音   | 浊   |      | *r   | (*z) | (*j)   |        |        | (*ɦ) | (*w) |

大多数学者都认为*s-可以加到绝大多数辅音后、构成复辅音，也可能构成其他复辅音。:222–232
较新的构拟中，剩下的上古音节有
- 可选的*-r-介音、
- 可选的*-ˤ-或(早期构拟)*-j-介音
- 六个元音之一：

| *i | *ə | *u |
| *e | *a | *o |

- 可选的韵尾是*-j、*-w、*-m、*-n、*-ŋ、*-p、*-t、*-k、*-kʷ之一
- 可选的后韵尾*-ʔ或*-s。

这样的系统中，上古汉语无声调，中古汉语上声和去声是后韵尾*-ʔ或*-s脱落后，发生的补偿性音变。:178–185

## 声母
构拟上古声母的主要证据是韵书和汉字谐声系统。

### 中古汉语声母
拟上古音之前一般要从“早期中古汉语”开始，也即《切韵》（601）的语音系统。据序言所述，《切韵》记录的并不是一个特定时空范围内的现实方言，而是当时中国主要韵书所反映的对立的综合(即一个通变系统)。
韵图对《切韵》区别特征的分析要老练得多，不过其中也不全是音位分析。另外，它们也会被时音影响。学者们试图确定这些对立中，语音内容的本质差异与适当的音值，这主要通过比较韵图、现代方言读音、朝鲜语、日语、越南语中的汉语借词(汉字词材料)完成，但除韵尾外的许多细节仍无定论。:32–44:24–42
《切韵》声母如下：:45–59:12–13
|    |          | 全清  | 次清   | 全濁  | 次濁 | 清     | 濁        | 次濁 |
| -- | -------- | ----- | ------ | ----- | ---- | ------ | --------- | ---- |
| 唇 | 唇音     | 幫 p  | 滂 pʰ  | 並 b  | 明 m |        |           |      |
| 舌 | 齿音     | 端 t  | 透 tʰ  | 定 d  | 泥 n |        |           | 來 l |
| 舌 | 卷舌音   | 知 ʈ  | 徹 ʈʰ  | 澄 ɖ  | 娘 ɳ |        |           |      |
| 齒 | 齿咝音   | 精 ts | 清 tsʰ | 從 dz |      | 心 s   | 邪 z      |      |
| 齒 | 卷舌咝音 | 莊 ʈʂ | 初 ʈʂʰ | 崇 ɖʐ |      | 生 ʂ   | 俟 ʐ      |      |
| 齒 | 龈腭音   | 章 tɕ | 昌 tɕʰ | 禪 dʑ | 日 ɲ | 書 ɕ   | 船 ʑ      | 以 j |
| 牙 | 软腭音   | 見 k  | 溪 kʰ  | 群 ɡ  | 疑 ŋ |        |           |      |
| 喉 | 喉音     | 影 ʔ  |        |       |      | 曉 x~h | 匣/云 ɣ~ɦ |      |

清朝学者钱大昕通过研究东汉学者的声训，发现“古无舌上音”。:44:33–35得到的三十二声母系统(忽略罕见的俟母/ʐ/)仍为中国许多学者所用，如何九盈。:69–75
20世纪初，黄侃总结出19个能接大多数韵母的中古声母，其他声母被认为是从它们派生而来：:837:12–13
|        | 全清 | 次清 | 全浊 | 鼻音 | 擦音 | 浊擦 | 近音 |
| ------ | ---- | ---- | ---- | ---- | ---- | ---- | ---- |
| 唇音   | p    | pʰ   | b    | m    |      |      |      |
| 齿音   | t    | tʰ   | d    | n    |      |      | l    |
| 齿咝音 | ts   | tsʰ  | dz   |      | s    |      |      |
| 软腭音 | k    | kʰ   |      | ŋ    |      |      |      |
| 喉音   | ʔ    |      |      |      | x~h  | ɣ~ɦ  |      |

### 谐声

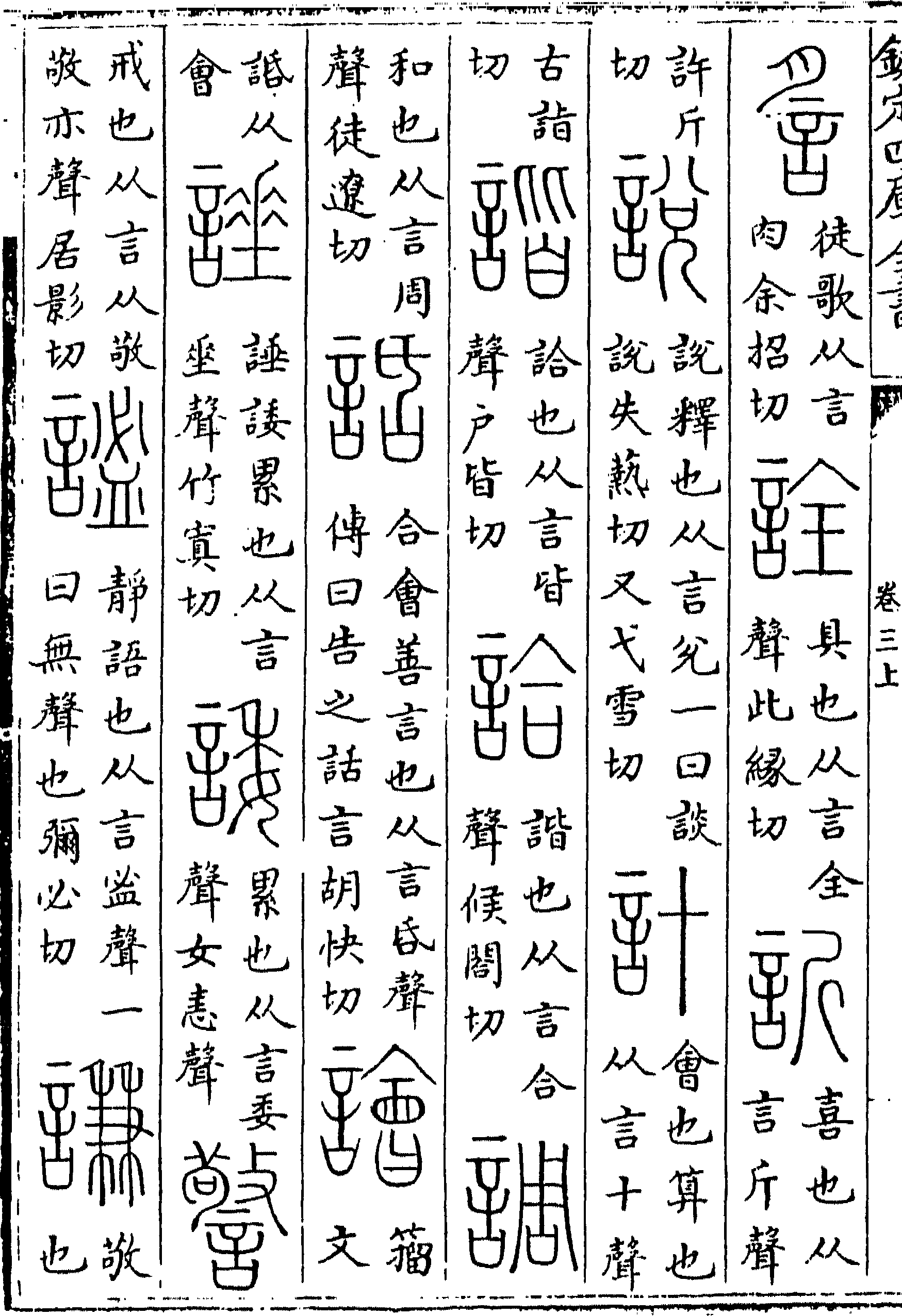
清代《四庫全書》版说文解字》言部一页

汉字是语标文字，并不直接表音。不过绝大多数汉字都是形声字，同一个声符的字，读音往往也还比较接近。但有时，经历了两千多年的演变，也可能会变得在中古汉语和现代方言里都非常不像。既然声旁与字的读音在造字的时候很像，那么据此推断已经消失的声母信息也并非不可能。:43–44
瑞典汉学家高本汉首先提出了一条关键原则，即声旁相同的汉字，在上古汉语中有相同的调音部位。例如，中古汉语端组和知组常常互谐，它们在上古汉语中就都属于一个齿音系列，知组是受介音*-r-影响，后来独立出去的。精组和庄组也类似，庄组上古带*-r-。:228–232:191–196, 203–206
然而，谐声系偶尔会跨数个中古声类分布。高本汉和后来的研究者们为它们拟了不同的复辅音。例如，章组含有两类不同的谐声系，一类与端组谐，一类与见组谐：
- 周< *t-；彫< *tˤ-、調< *dˤ-[9][4]:192–193
- 制< *k-；猘< *kr-[10][4]:211

一般认为，*-r-能阻止非咽化音节颚化，因而带*-r-的端、见纽字不会变成中古章组。
带*-r-介音的谐声系中往往也有来母字：
- 筆< *pr-；律< *b-r-[12][4]:280, 775
- 監< *kr-；藍< *ɡ-r-[13][4]:201

中古来母来自上古*-r-。
上古清浊边音*l-与*l̥-也用于解释：
- 脫dwât< *lˤ-；thwât< *l̥ˤ-；悅< *l-；說< *l̥-[14][4]:197[k]

这样构拟上古汉语流音的证据还可在藏缅语同源词和早期音译中观察到。例如，“亚历山大”（可能是阿拉霍西亞的亞歷山卓）在《汉书·西域传》中音译作“烏弋山離”，拟音写作*ʔa-ljək-srjan-rjaj。:15:795, 802, 785, 773早期流音的踪迹也能在湖南西部的瓦乡话中发现。:109–110
清鼻音*m̥-、*n̥-和*ŋ̊-由董同龢和蒲立本拟出，以解释：:92
- 墨；黑< *m̥-[16][4]:189
- 難；灘< *n̥-[17][4]:193
- 虐；謔< *ŋ̊-[18][4]:208

复辅音*sn-等负责解释与心母的交替，如：
- 如< *n-；絮< *sn-[19][20]:222

*s+塞音或塞音+*l形式的复辅音证据较少，仍存争议。:241–243:227–234

### 后部声母
韵图将《切韵》音节依“開”或“合”分为两呼，又依当时元音开口大小，也即《切韵》时介音，分为四等，以图中不同的行来表示。:32合口介音的分布不平均，锐音声母后只接-ai、-an、-at。这使得奥德里库尔和谢尔盖·雅洪托夫设想，上古汉语没有合口介音，而存在唇化软腭音和唇化喉音。:359其他合口字则来自后元音的裂化(详见#元音)。:233–234:180
中古群母只接三等，李方桂认为群母和匣母来自上古*ɡ-，依介音分化，但也存在少数例外。李荣发现匣母有少数字在闽语方言中有区分，例如，“厚”和“後”中古都是ɣəu:，但在一些闽语方言中声母分别是软腭音和零声母。大多数学者目前构拟*ɡ-和*ɦ-，其中*ɡ-受咽化影响，变为擦音。:209–210:13–14
潘悟云为解释喉音塞音与擦音（影晓匣）相谐的问题，构拟了小舌塞音*q-、*qʰ-和*ɢ-，以及相应的唇化声母*qʷ-、*qʷʰ-、*ɢʷ-。:14–15

### 闽语
闽语据信分化自晚期上古汉语，因为它们包含不能从《切韵》推出的层次。例如，下列齿音声母在原始闽语中可以区分：:227, 230, 233, 235:228–229
|              | 清塞音 | 清塞音 | 清塞音 | 浊塞音 | 浊塞音 | 浊塞音 | 鼻音 | 鼻音 | 边音 | 边音 |
| ------------ | ------ | ------ | ------ | ------ | ------ | ------ | ---- | ---- | ---- | ---- |
| 例字         | 單     | 轉     | 炭     | 直     | 長     | 頭     | 南   | 年   | 來   | 老   |
| 原始闽语声母 | *t     | *-t    | *th    | *d     | *-d    | *dh    | *n   | *nh  | *l   | *lh  |
| 中古汉语声母 | t      | t      | th     | d      | d      | d      | n    | n    | l    | l    |

其他调音部位的情况类似。原始闽语浊音可从声调推断出，但声母的具体音值仍不明。
写作*-t、*-d等的音也被称为“软化塞音”，在福建西北的闽语方言中为擦音或近音(如建阳话[v l h]<*-p *-t *-k)或完全消失，不软化的则还是塞音。瑶语支的早期借词似乎说明软化塞音带预鼻化。:381
迄今为止，大多数学者假定上古汉语时期就有了这些区别，但它们并未反映在上面给出的广泛接受的上古汉语声母表中。
例如，一般认为上古汉语有清浊两套鼻音，只有浊鼻音生成中古鼻音声母，而在原始闽语中则完整保留了两套声母。
这些区别的上古来源尚未有共识，不同学者会给出很不一样的复辅音。:187, 219–220

## 介音
韵图将《切韵》音节依“開”或“合”分为两呼，又依当时元音开口大小，也即《切韵》时介音，分为四等，以图中不同的行来表示。一般认为一等和四等分别表示后元音和前元音。二等有卷舌介音，这可以追溯回上古*-r-介音。

### （非）三等介音
中古汉语三等韵母和其他韵母间有着本质差异。绝大多数学者都相信中古汉语三等韵母带硬颚介音-j-。高本汉假设上古汉语也存在*-j-(他记作*-i̯-)，这也是到1990年代绝大多数拟音的做法，李方桂和白一平都遵循此说。:287–290
其他学者则认为，中古汉语的三等介音是上古汉语中不存在的，是后起的。证据如，早期音译时三等字对应的外语音节不带任何可能的介音，藏缅语同源词和现代闽语反映缺乏介音，先秦语法词多为三等字等。:400–402:183–185:95
人们一般同意，三等音节和非三等音节在上古汉语中并不相同，而这对立具体如何实现，有许多不同的假说。:288:400
各家说法和证据主要有：
- 前缀的有无。雅洪托夫认为三等音节反映*d-前缀，[26]:400[4]:288而Ferlus则认为非三等音节来自非重读前缀*Cə-(即次要音节)，它使得音节的松紧度升高，三等音节带松元音。[28]:305–307
- 主元音长度差别。一开始蒲立本假设三等音节为长元音。[29]:379后来，斯塔罗斯金和郑张尚芳分别独立通过藏缅语同源词，提出非三等音节带长元音、三等音节带短元音。[30]:550[31]:160–161[6]:48–57后一种假说更能解释东汉经师分别将非三等和三等音节注作“緩氣”和“急氣”。[32]:388
- 韵律差异，蒲立本后来转持此说。[29]:379
- 咽化。罗杰瑞认为三等音节在上古汉语中无标，剩下的音节以卷舌(*-r-介音)或咽化为标志有标，后两者阻止了音节的颚化。[26]白一平和沙加尔进一步拓展了此说，在所有非三等音节中都拟了咽化。[15]:43, 68–76

三等/非三等对立实现的诸家拟音见下：
| 中古汉语                  | 中古汉语  | 上古汉语构拟        | 上古汉语构拟        | 上古汉语构拟   | 上古汉语构拟        | 上古汉语构拟 | 上古汉语构拟               | 上古汉语构拟 |
| 等                        | 韵母      | 高本汉:370–371, 373 | 李方桂:370–371, 373 | 罗杰瑞:403–405 | 白一平:370–371, 373 | 郑张尚芳:58  | 白一平–沙加尔:43, 274, 277 | 地位         |
| ------------------------- | --------- | ------------------- | ------------------- | -------------- | ------------------- | ------------ | -------------------------- | ------------ |
| I                         | 寒 Can    | *Cân                | *Can                | *Cˤan          | *Can                | *Caːn        | *Cˤan                      | 非三         |
| II                        | 山 Cɛn    | *Căn                | *Crian              | *Cren          | *Cren               | *Creːn       | *Cˤren                     | 非三         |
| II                        | 刪 Cæn    | *Can                | *Cran               | *Cran          | *Cran               | *Craːn       | *Cˤran                     | 非三         |
| III                       | 仙B Cjen  | *Ci̯an               | *Cjian              | *Cen           | *Crjan, *Crjen      | *Cran, *Cren | *Cran, *Cren               | 三           |
| III                       | 仙A Cjien | *Ci̯an               | *Cjian              | *Cen           | *Cjen               | *Cen         | *Cen                       | 三           |
| III                       | 元 Cjon   | *Ci̯ăn               | *Cjan               | *Can           | *Cjan               | *Can         | *Can                       | 三           |
| IV                        | 先 Cen    | *Cian               | *Cian               | *Cˤen          | *Cen                | *Ceːn        | *Cˤen                      | 非三         |
| - 以上的大寫C都指首輔音。 |           |                     |                     |                |                     |              |                            |              |

## 元音

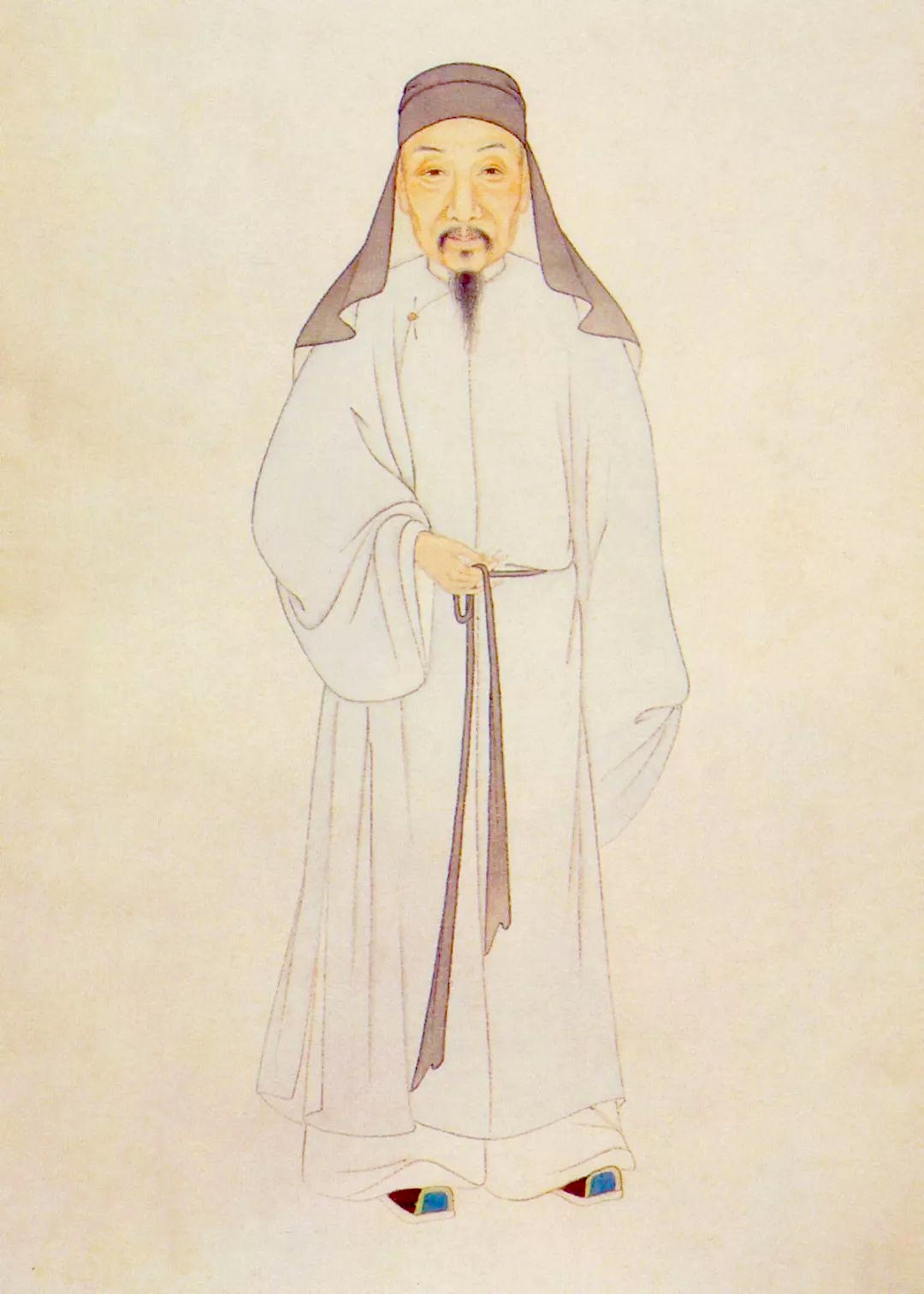
顾炎武，《诗经》押韵系统研究的开创者

上古汉语韵母的构拟必须解释《诗经》（11-7世纪 BC）的押韵实践。虽然上古大多数诗歌在现代汉语及方言中大多也都押韵，但自古以来学者们就注意到了那些例外。人们一度认为先秦押韵宽松，直到晚明，陈第才意识到音变的存在。这说明上古韵文的押韵实践确实记录了它们读音的信息。
自那以来，学者们就致力于不同时期韵脚字的集中趋势。:42:12
上古汉语韵母的系统性研究始于17世纪，顾炎武将《诗经》的押韵字划为10个韻部。顾炎武的分析稍后被清朝文献学家们完善，使得韵部的数量稳步增加。其中，段玉裁发现了“同聲必同部”的原则，即有同一个声旁的汉字一定属于同一个韵部，这使得几乎所有字都能被划入某个部。最终，王力在1930年代将《诗经》韵部数量确定为31部。:150–170:42–44直到1980年代，王力的韵部都被用在各种构拟中，而郑张尚芳、斯塔罗斯金和白一平独立地假设出更激进的分裂，形成将近50个韵部。:42–43:343–429:180, 253–254, 813
李方桂首先假定互相押韵的音节必有相同的主元音，以此拟出四元音系统：*i、*u、*ə和*a。他还拟了3个双元音*iə、*ia和*ua以假设《诗经》中分别与*ə或*a押韵，但在中古汉语中有别的韵母：:243–247
| *i  |    | *u  |
| *iə | *ə |     |
| *ia | *a | *ua |

包拟古最早在1980年提出原始汉语拥有6个元音音位，这是基于与其他汉藏语系语言的同源词、借词比较而作出的。:47白一平通过重分析传统韵部，从内部证实了上古汉语的六元音系统。例如，传统的元部对应中古汉语三个不同的韵母。李方桂试图用构拟*-ian、*-an和*-uan的方式实现调和，但白一平发现它们在《诗经》中实际上并不押韵，因此可被分析为*e、*a和*o三个不同的元音音位。这样一来，传统的31部就应被重新划为超过50部，它们在《诗经》实际押韵中有更好的统计学表现。:367–564
| *i | *ɨ | *u |
| *e | *a | *o |

郑张尚芳和斯塔罗斯金也分别构拟出相似的元音系统。:42–43:343–429不过韵尾为*-p、*-m和*-kʷ的韵母还是太少。:560–562
下表是这些拟音间的对比，给出传统31部、中古对应、李方桂、白一平上古拟音。传统分析中，韵部依中古韵尾可划为平行的三组。为简洁，只列出中古一四等韵母。
| 《诗经》韵部和中古一四等对应 | 《诗经》韵部和中古一四等对应 | 《诗经》韵部和中古一四等对应 | 《诗经》韵部和中古一四等对应 | 《诗经》韵部和中古一四等对应 | 《诗经》韵部和中古一四等对应 | 《诗经》韵部和中古一四等对应 | 《诗经》韵部和中古一四等对应 | 上古元音 | 上古元音 |
| 中古陰聲韵                   | 中古陰聲韵                   | 中古陰聲韵                   | 中古陰聲韵                   | 中古入聲韵                   | 中古入聲韵                   | 中古陽聲韵                   | 中古陽聲韵                   | 李方桂   | 白一平   |
| ---------------------------- | ---------------------------- | ---------------------------- | ---------------------------- | ---------------------------- | ---------------------------- | ---------------------------- | ---------------------------- | -------- | -------- |
|                              |                              |                              |                              | 緝                           |                              | 侵                           | *-iə-                        | *-i-     |          |
| -əp                          | -əm                          | *-ə-                         | *-ə-, *-u-                   | 緝                           |                              | 侵                           |                              |          |          |
| 葉/盍                        | -ep                          | 談                           | -em                          | *-ia-                        | *-e-                         |                              |                              |          |          |
| 葉/盍                        | -âp                          | 談                           | -âm                          | *-a-                         | *-a-, *-o-                   |                              |                              |          |          |
| 脂                           | -ei                          | -ei                          | -ei                          | 質                           | -et                          | 真                           | -en                          | *-i-     | *-i-     |
| 微                           | -ei                          | -ei                          | -ei                          | 物/術                        | -et                          | 文/諄                        | -en                          | *-iə-    | *-ə-     |
| 微                           | -əi                          | -əi                          | -əi                          | 物/術                        | -ət                          | 文/諄                        | -ən                          | *-ə-     | *-u-     |
|                              |                              | 祭                           |                              | 月                           | -et                          | 元                           | -en                          | *-ia-    | *-e-     |
| 歌                           | -â                           | 祭                           | -âi                          | 月                           | -ât                          | 元                           | -ân                          | *-a-     | *-a-     |
| 歌                           | -wâ                          | 祭                           | -wâi                         | 月                           | -wât                         | 元                           | -wân                         | *-ua-    | *-o-     |
| 支/佳                        | -ei                          | -ei                          | -ei                          | 錫                           | -ek                          | 耕                           | -eng                         | *-i-     | *-e-     |
| 之                           | -əi                          | -əi                          | -əi                          | 職                           | -ək                          | 蒸                           | -əng                         | *-ə-     | *-ə-     |
| 魚                           | -o                           | -o                           | -o                           | 鐸                           | -âk                          | 陽                           | -âng                         | *-a-     | *-a-     |
| 侯                           | -əu                          | -əu                          | -əu                          | 屋                           | -uk                          | 東                           | -ung                         | *-u-     | *-o-     |
| 幽                           | -âu                          | -âu                          | -âu                          | 覺/沃                        | -ok                          | 冬/中                        | -ong                         | *-ə-ʷ    | *-u-     |
| 幽                           | -eu                          | -eu                          | -eu                          | 覺/沃                        | -ek                          |                              |                              | *-iə-ʷ   | *-i-ʷ    |
| 宵                           | -âu                          | -âu                          | -âu                          | 藥                           | -âk, -ok, -uk                | *-a-ʷ                        | *-a-ʷ                        |          |          |
| 宵                           | -eu                          | -eu                          | -eu                          | 藥                           | -ek                          | *-ia-ʷ                       | *-e-ʷ                        |          |          |
| -ʷ：上古带唇化的韵尾         |                              |                              |                              |                              |                              |                              |                              |          |          |

## 声调与韵尾辅音
韵尾辅音和声调的关系存在许多争议，（晚期）上古汉语究竟有没有声调也众说纷纭。
中古四声由沈约在约公元500年发现。《诗经》常见按声调押韵，也常见不按声调押韵，其中最常见的是去入混押，这使得段玉裁设想上古汉语缺乏去声。王念孙(1744–1832)和江有诰(？–1851)则认为上古四声皆有，少数字发生了讹变，目前中国音韵学者多持此说。:304–305:72–77
高本汉注意到，许多去声字能与入声字押韵或谐声，如：
- 賴lâi-/剌lât
- 欬khəi-/刻khək

他认为，这样的例子表示一个对子中的去声字在上古汉语阶段拥有浊塞音(*-d或*-ɡ)。:27–30董同龢和李方桂不愿分裂韵部，为所有韵部都拟了浊塞音，歌部和祭部是例外。(李方桂*-ar和*-ad)这样做使得他们的拟音中缺乏开音节，在语言类型学领域中遭受抨击。:331–333王力则偏向于将与入声相联系的字归入对应的入声部去，进一步提出了入声塞音尾于长元音后脱落的假设。:340–342
奥德里库尔（1954）发现越南语声调来自韵尾位置的*-ʔ和*-s的失落。他进一步假设汉语的去声来自早期的*-s，且在上古汉语中是个派生后缀。这样一来高本汉的*-d、*-g去声字就能改成*-ts和*-ks，韵尾位置塞音在*-s前消失，最终变成声调差异。:363–364唇韵母缺乏对应的*-ps的，可能是早期 *-ps 同化为 *-ts。
蒲立本找到了一些对应外语-s韵尾的去声字，进一步增加了该理论的可信度。:216–225:54–57
他进一步构拟上声来源*-ʔ，总结出上古汉语缺乏声调的特征。:225–227
梅祖麟后来从早期梵汉对音中找到了支持这一理论的例子，并指出上声字在某些现代方言中仍有声门塞音残留，如温州话和某些闽语方言。另外，《诗经》中绝大多数与上声押韵的入声字都是-k尾，:322
这些假说形成大致如下的上古韵尾辅音格局：:181–183
| 中古阴声韵 | 中古阴声韵 | 中古阴声韵 | 中古阴声韵 | 中古入声韵 | 中古阳声韵 | 中古阳声韵 | 中古阳声韵 |
| 平         | 上         | 去         | 去         | 入         | 平         | 上         | 去         |
| ---------- | ---------- | ---------- | ---------- | ---------- | ---------- | ---------- | ---------- |
|            |            |            |            | *-p        | *-m        | *-mʔ       | *-ms       |
| *-j        | *-jʔ       | *-js       | *-ts       | *-t        | *-n        | *-nʔ       | *-ns       |
| *-∅        | *-ʔ        | *-s        | *-ks       | *-k        | *-ŋ        | *-ŋʔ       | *-ŋs       |
| *-w        | *-wʔ       | *-ws       | *-kʷs      | *-kʷ       |            |            |            |

白一平讨论了声门塞音出现在塞音韵尾后的可能性。证据很少，而且-k尾字和上声音节的接触也可以用单纯的听上去像来解释。:323–324
为解释中古跨-j、-n两类的谐声系，斯塔罗斯金假设其中中古为-n的字来自上古*-r。:843其他学者则认为这是因为东汉的方言混合。:294–297

## 阅读更多
- Sagart, Laurent, , Amsterdam: John Benjamins, 1999, ISBN 978-90-272-3690-6.
- Yakhontov, S.E.,  [Old Chinese] (PDF), Moscow: Nauka, 1965  [2021-12-19], （原始内容存档 (PDF)于2017-10-31） （俄语）.
- ———, translated by Jerry Norman,  (PDF), Early China, 1978–79, 5: 37–40  [29 December 2013], （原始内容 (PDF)存档于31 December 2013）. Translation of Chapter 2 (Phonetics) of Yakhontov (1965).
- 郑张尚芳, , 上海: 上海教育出版社, 2003, ISBN 978-7-5320-9244-4 （中文）.